# Windows Live Writer
Windows Live Writer là một trình ứng dụng để đăng tải blog.
Nó có tính năng Authoring (viết bài), Photo Publishing (đăng hình) và Map Publishing (đăng bản đồ) theo kiểu Thấy gì Có đó (What You See is What You Get - WYSIWYG).
Windows Live Writer hiện tương thích với:
- Windows Live Spaces
- Blogger
- LiveJournal
- TypePad
- Wordpress
- Tất cả các blog hỗ trợ RSD (Khả năng khám phá cực kỳ đơn giản - Really Simple Discoverability)
- MetaWeblog API
- Moveable Type API
- Community Server
- PBlogs.gr

Windows Live Writer giới thiệu môi trường lập trình Provider Customization cho phép sự tinh chỉnh phong phú các hành vi của Windows Live Writer cũng như cơ hội thêm tính năng mới cho sản phẩm. Hiện nay Windows Live Spaces, WordPress, và TypePad đã tận dụng được API này để cho ra những tính năng đặc biệt thêm vào Windows Live Writer.
Windows Live Writer hiện có 6 phiên bản ngôn ngữ.

## Bản mới nhất
Bản beta công cộng mới nhất là bản 12.0.1183.516. Có nhiều thay đổi so với phiên bản trước và đều là các tính năng mới, bao gồm:
- Tương thích Viết bài Mới như kiểm tra lỗi chính tả ngay khi gõ, soạn thảo bảng, khả năng thêm thể loại, viết trang cho WordPress và TypePad, hỗ trợ trích dẫn và viết thêm bài viết, siêu liên kết và chèn hình ảnh được tăng cường và một chức năng "Dán đặc biệt".
- Tích hợp nâng cao bao gồm hỗ trợ SharePoint 2007, API mới cho phép các mở rộng tùy chọn bởi các các nhà cung cấp weblog, đồng bộ hóa tự động cho các sửa chữa trực tuyến và nội bộ, tích hợp với Windows Live Gallery, và hỗ trợ "Blogger Labels" (Gán nhãn blog).
- Giao diện người dùng mới như thiết kế hoàn toàn mới và khả năng dùng bàn phím và chuột đã được phát triển thêm.

## Các phiên bản trước

Phiên bản 1.0.141 (Beta 1)
Bản nội bộ với kiểu thiết kế Flare gốc